# Småselen
Småselen är en grupp små sjöar i Jörns socken och Skellefteå kommun i Västerbotten. Två av dem är:
- Småselen (Jörns socken, Västerbotten, 723389-169835), sjö i Skellefteå kommun, 65°08′54″N 20°02′07″Ö / 65.1483°N 20.0353°Ö
- Småselen (Jörns socken, Västerbotten, 723417-169796), sjö i Skellefteå kommun, 65°09′04″N 20°01′39″Ö / 65.151°N 20.0275°Ö